# Michel Colombier
Michel Colombier (Lione, 23 maggio 1939 – Santa Monica, 14 novembre 2004) è stato un compositore francese di colonne sonore cinematografiche e televisive.
Nel 1986 ricevette la candidatura al Golden Globe per la migliore colonna sonora originale.
Fu anche compositore di musica prog. 
Il suo brano Morning is come again, contenuto nel suo album Wings del 1971 e realizzato in collaborazione con il cantante Bill Medley, è particolarmente noto in Italia per essere stato utilizzato come sigla per il TG2 dal 1979 al 1987

## Filmografia parziale

### Cinema
- Corpo a corpo (L'Arme à gauche), regia di Claude Sautet (1965)
- L'or du duc, regia di Jacques Baratier (1965)
- Un mondo nuovo (Un monde nouveau), regia di Vittorio De Sica (1966)
- La donna scarlatta (La Femme écarlate), regia di Jean Valère (1969)
- Colossus: The Forbin Project, regia di Joseph Sargent (1970)
- Inchiesta su un delitto della polizia (Les assassins de l'ordre), regia di Marcel Carné (1971)
- Notte sulla città (Un flic), regia di Jean-Pierre Melville (1972)
- Amore e violenza (Le Hasard et la violence), regia di Philippe Labro (1974)
- Lo sparviero (L'Alpagueur), regia di Philippe Labro (1976)
- Una camera in città (Une chambre en ville), regia di Jacques Demy (1982)
- Due vite in gioco (Against All Odds), regia di Taylor Hackford (1984)
- Purple Rain, regia di Albert Magnoli (1984)
- Il sole a mezzanotte (White Nights), regia di Taylor Hackford (1985)
- Casa, dolce casa? (The Money Pit), regia di Richard Benjamin (1986)
- Per favore, ammazzatemi mia moglie (Ruthless People), regia di Zucker-Abrahams-Zucker (1986)
- Il bambino d'oro (The Golden Child), regia di Michael Ritchie (1986)
- Lo strizzacervelli (The Couch Trip), regia di Michael Ritchie (1988)
- Indagine ad alto rischio (Cop), regia di James B. Harris (1988)
- Chi è Harry Crumb? (Who's Harry Crumb), regia di Paul Flaherty (1989)
- Asterix e la grande guerra (Astérix et le coup du menhir), regia di Philippe Grimond (1989)
- Ore contate (Catchfire - Backtrack), regia di Dennis Hopper (1990)
- New Jack City, regia di Mario Van Peebles (1991)
- Massima copertura (Deep Cover), regia di Bill Duke (1992)
- The Program, regia di David S. Ward (1993)
- Major League - La rivincita (Major League II), regia di David S. Ward (1994)
- Barb Wire, regia di David Hogan (1996)
- Foxfire, regia di Annette Haywood-Carter (1996)
- Screwed - Due criminali da strapazzo (Screwed), regia di Scott Alexander e Larry Karaszewski (2000)
- Travolti dal destino (Swept Away), regia di Guy Ritchie (2002)

### Televisione
- Strategia di una vendetta (Buried Alive), regia di Frank Darabont – film TV (1990)
- Morte apparente (Buried Alive II), regia di Tim Matheson – film TV (1997)
- Sabrina nell'isola delle sirene (Sabrina, Down Under), regia di Kenneth R. Koch – film TV (1999)